# Староустя
Староустя (рос. Староустье) — село в Воскресенському районі Нижньогородської області Російської Федерації.
Населення становить 447 осіб. Входить до складу муніципального утворення Староустинська сільрада.

## Історія
Від 2009 року входить до складу муніципального утворення Староустинська сільрада.

## Населення
| 1999 | 2002 | 2010 |
| ---- | ---- | ---- |
| 553  | ↘528 | ↘447 |